# Bowlegs
Bowlegs est une ville des États-Unis, située dans le comté de Seminole, dans l'Oklahoma.
Sa population était de 184 habitants en 2010.